# Теза
Тезата е аргументирано и целенасочено становище, което поставя или дефинира някаква идея или проблем по определена тема.
Във философията, тезата е основа на диалектическата триада „теза – антитеза – синтеза“.